# Complot de Tablada
Es coneix com a complot de Tablada un episodi revolucionari, polèmic, complex i escassament aclarit que va tenir lloc a Sevilla durant l'última setmana de juny de 1931. Va estar protagonitzat per Ramón Franco Bahamonde (conegut aviador i germà de Francisco Franco), el seu amic i company en el Vol del «Plus ultra» Pablo Rada, l'aviador militar capità Antonio Rexach, el metge i cap anarquista Pedro Vallina i l'andalusista Blas Infante, tots ells candidats del Partit Republicà Revolucionari a les eleccions constituents de 1931. També hi van participar militars de la Base Aèria de Tablada, com el capità Juan Galà Arrabal, els sergents Emilio Macero Pérez i Francisco Palacios Martos o els caporals Diego Ponce Ruiz i Juan Santana Cano, entre d'altres.
Ramón Franco, en aquell temps Director General d'Aeronàutica del govern provisional republicà, utilitzava la base aèria de Tablada per a la campanya del PRR. Mentre, es desenvolupaven els mítings d'aquest partit en diversos pobles de la província de Sevilla. En un d'ells, Lora del Río, es va desplomar el dia 24 l'escenari on s'estava celebrant un míting, resultant ferits, entre altres que l'ocupaven, el comandant Galán i Franco. Aviat va córrer el rumor que la causa havia estat un atemptat. El personal militar de la base, que en els dies anteriors havia protagonitzat una revolta pel ranxo, va reaccionar amb inquietud. El dia 26 es va produir a Tablada una concentració d'avions procedents especialment de Protectorat espanyol al Marroc.
El 27 de juny Miguel Maura Gamazo, ministre de Governació, va enviar a Sevilla al general José Sanjurjo, aleshores director general de la Guàrdia Civil, qui va detenir als oficials responsables de la base i a alguns altres, i va intervenir 600 bombes aparentment preparades per ser usades pels conjurats. Declarà Maura que el motiu d'enviar a Sanjurjo va ser la campanya revolucionària desenvolupada pel PRR.
Per la seva banda, Blas Infante va negar que tinguessin la intenció de realitzar actes de força, i va mantenir en canvi que la intervenció del Ministeri de Governació estava destinada a boicotejar la seva campanya electoral.
Els esdeveniments van ser jutjats en consell de guerra al novembre de 1933. Els implicats van ser condemnats a diverses penes, excepte Ramón Franco Bahamonde, per la seva condició d'aforat.